# Заповідник Гаурішанкар

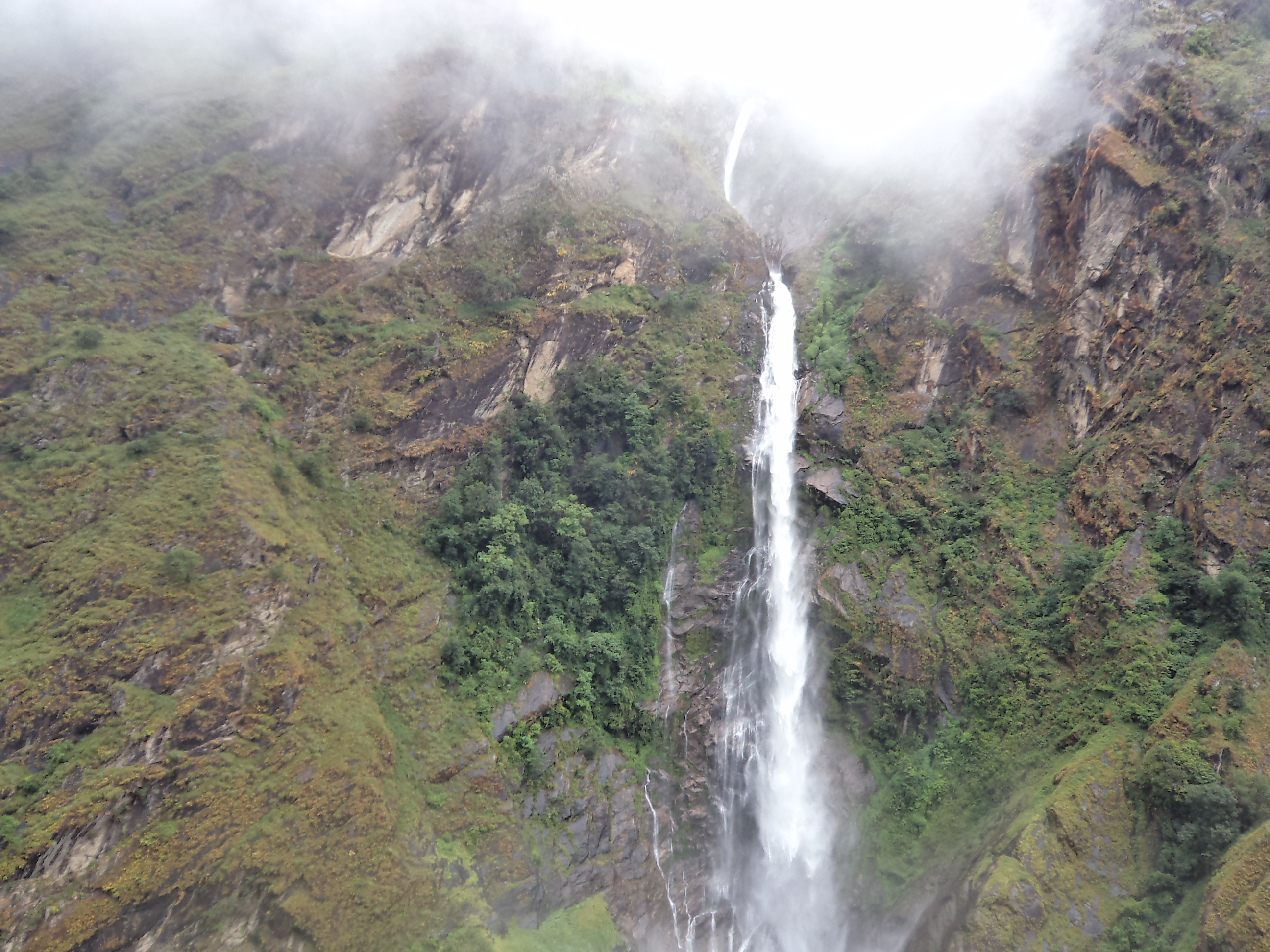
Водоспад по дорозі в Ламабагар

Заповідна територія Гаурішанкар — це охоронна територія в Гімалаях Непалу, яка була створена в січні 2010 року і охоплює 2,179 км². На його території розташовано 22 сільських громади. На півночі парк межує з Тибетом і є частиною Священного Гімалайського ландшафту.  Заповідна територія з'єднує національні парки Лангтанг і Сагарматха. У 2010 році уряд Непалу передав управління природоохоронною територією Гаурішанкар на 20 років Національному фонду охорони природи, який керує цією територією через свій Проект заповідної території Гаурішанкар.

## Флора і фауна
Природоохоронна територія Гаурішанкар багата на біорізноманіття. Всього в цьому районі виявлено 16 типів рослинних екосистем.

### Ссавці
В заповіднику Гаурішанкар налічується 34 види ссавців, включаючи снігового барса, гімалайського чорного ведмедя та гімалайського тара. Одним із найрідкісніших ссавців у цій місцевості є червона панда. У лютому 2019 року азійська золотиста кішка разом із ассамською макакою, мускусною пальмовою циветтою, гімалайським горалом, гімалайським козерогом та індійським мунтжаком були зареєстровані в заповідній зоні Гаурішанкар.

### Птахи
Всього 235 видів птахів було зареєстровано в заповідній зоні Гаурішанкар.

### Інші
У заповіднику також є 14 видів змій, 16 видів риб, 10 видів земноводних і 8 видів ящірок.